# BlacKkKlansman

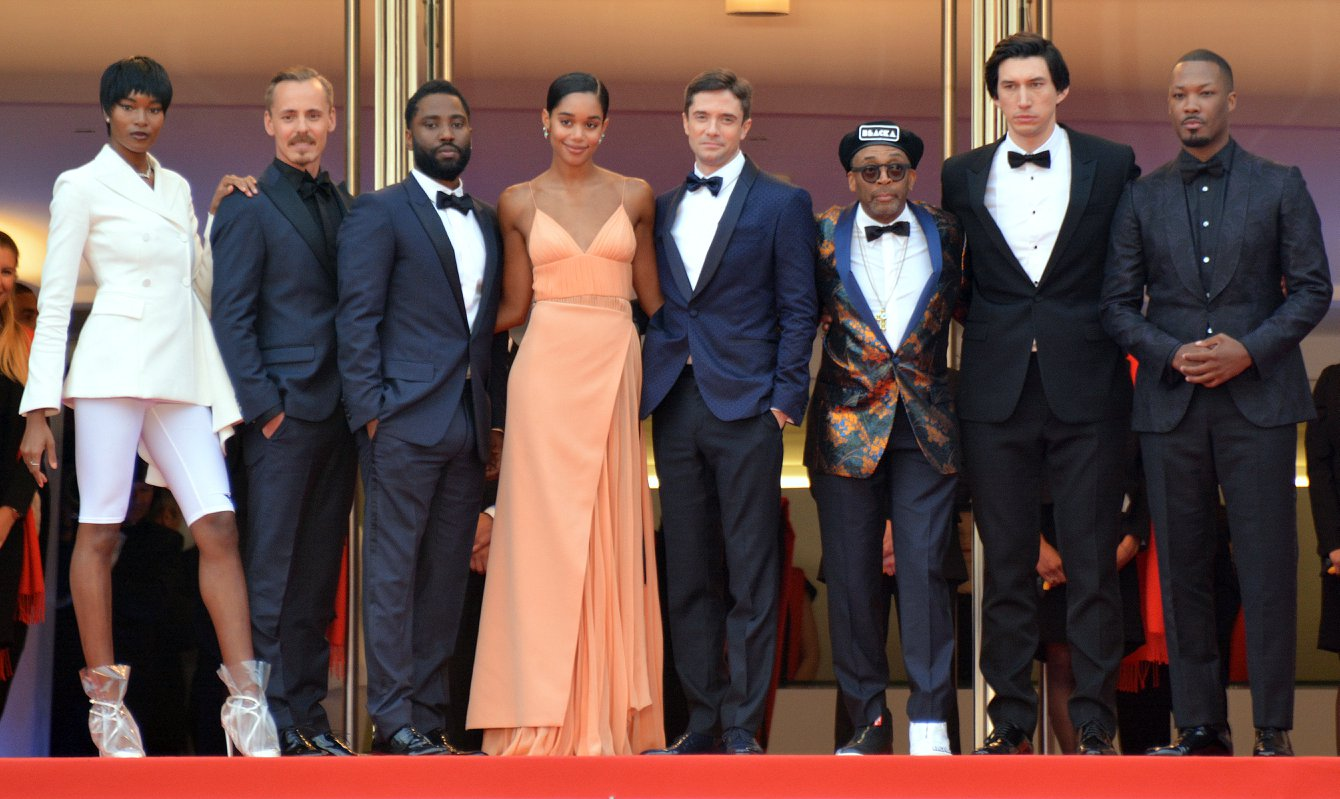
De cast van BlacKkKlansman op het Filmfestival van Cannes 2018

BlacKkKlansman is een Amerikaanse film uit 2018, geschreven en geregisseerd door Spike Lee. De film is geïnspireerd op de autobiografie Black Klansman van Ron Stallworth.

## Verhaal
Een Afro-Amerikaans politieagent uit Colorado Springs (Colorado) infiltreert in een lokale eenheid van de Ku Klux Klan en brengt het uiteindelijk tot leider van de eenheid.

## Rolverdeling
| Acteur                | Personage                                                    |
| --------------------- | ------------------------------------------------------------ |
| John David Washington | Ron Stallworth                                               |
| Adam Driver           | Flip Zimmerman / Ron Stallworth                              |
| Laura Harrier         | Patrice Dumas, de leidster van de zwarte studentenbeweging   |
| Topher Grace          | David Duke, de nationale leider van de Ku Klux Klan          |
| Corey Hawkins         | Stokely Carmichael, 'Kwame Ture'                             |
| Paul Walter Hauser    | Ivanhoe                                                      |
| Jasper Pääkkönen      | Felix Kendrickson                                            |
| Ryan Eggold           | Walter Breachway, de plaatselijke leider van de Ku Klux Klan |
| Ashlie Atkinson       | Connie Kendrickson, de vrouw van Felix                       |
| Nicholas Turturro     | Walker                                                       |
| Harry Belafonte       | Jerome Turner, de oude getuige van de lynchpartij            |
| Robert John Burke     | politiechef Bridges                                          |
| Frederick Weller      | Landers                                                      |
| Ken Garito            | sergeant Trapp                                               |

## Productie
In september 2017 werd aangekondigd dat Spike Lee en Jordan Peele de productie op zich zouden nemen van de verfilming van het autobiografisch boek Black Klansman van Ron Stallworth, met Spike Lee als regisseur en John David Washington in de hoofdrol. In de loop van oktober 2017 werden Adam Driver, Laura Harrier, Topher Grace en Corey Hawkins toegevoegd bij de cast, gevolgd in november 2017 door Paul Walter Hauser, Jasper Pääkkönen en Ryan Eggold en in december 2017 door Ashlie Atkinson.
De filmopnamen gingen van start in oktober 2017 en er werd onder andere gefilmd in Ossining, New York.

### Fictie
Grote delen van het verhaal zijn fictie, zoals Patrice, het grootse KKK-evenement in Colorado, de bomaanslag en het afsluitende gesprek met David Duke. Het afsluitende historische filmmateriaal is dan wel echt.

## Release en ontvangst
BlacKkKlansman ging op 14 mei 2018 in première op het filmfestival van Cannes, waar het de Grand Prix won. De film kreeg positieve kritieken van de filmcritici, met een score van 96% op Rotten Tomatoes, gebaseerd op 230 recensies, en een gemiddelde beoordeling van 8,2/10.

## Overig
De film werd genomineerd voor zes Oscars en won er daadwerkelijk een.
Het was ook de laatste film waarin Harry Belafonte meespeelde.